# 대구북중학교 축구부
대구북중학교 축구부는 대구광역시에 위치한 대구북중학교의 축구부이다.

## 같이 보기
- 대구북중학교